# Brahea edulis
Brahea edulis, llamada popularmente palma de Guadalupe, es una palmera perteneciente a la familia Arecaceae. Es endémica de la isla Guadalupe en México

## Descripción
Especie de porte arborescente con tronco leñoso (aunque sin crecimiento secundario) denominado estípite, crece entre 4,5 a 13 m de altura. En el ápice del tallo se agrupan las [hoja]]s formando una roseta, son ampliamente palmadas (en forma de abanico) y miden hasta 3,5 m de diámetro.
Los frutos son conspicuos redondos y dorados cuando están maduros , de 1 a 1,5 pulgadas de diámetro, comestibles. Sorprendentemente, las frutas tienen un sabor similar a los dátiles y generalmente se comen frescas o se usan para hacer conservas.

## Distribución y hábitat
Es endémica de la isla Guadalupe (México). La totalidad de la población nativa se compone de árboles con 150 años, más o menos. Hasta tiempos recientes, la isla de Guadalupe, ha soportado una gran población de cabras  (estimada en 100.000 en 1870, y 5000 en el 2000).  La presencia de estas cabras ha impedido la regeneración de los árboles nativos, entre ellos de B. edulis  y como consecuencia, el ecosistema se ha alterado drásticamente: el verdor que tuvo una vez, se ha convertido en la imagen de una isla casi estéril con gran presencia de rocas, con malezas en sustitución de los antiguos bosques. Por debajo de los 800-900 m s. n. m.  la palma es esencialmente el único árbol que se produce en grupos dispersos y en lugares protegidos.  Por encima de estos, solía haber un grupo de bosques mixtos, donde la palma estaba acompañada por el roble y el pino Guadalupe.  Este hábitat ha desaparecido, pero sobre todo debido a que los otros árboles han retrocedido a más altas regiones.
La especie fue probablemente disminuyendo lentamente desde mediados del siglo XIX. Su gama incluso se han ampliado un poco hasta mediados del siglo XX, sin embargo, parte de ella fue compartida con otros árboles como se ha señalado anteriormente, especialmente la del pino que es una variedad de especie que presumiblemente creció en muchos lugares ahora ocupados por la palma.  Además, en los bosques de Cupressus guadalupensis y Juniperus californica existían zonas con arbustos de la palma, las especies de ciprés que existían en estos bosques fueron destruidas por las cabras y el enebro está, hoy en día, completamente ausente de la isla.
Aunque en peligro de extinción en la naturaleza, B. edulis se cultiva, sobre todo en California.  En 2001, se comenzó a vallar parches de hábitat en la isla Guadalupe, y a largo plazo se previó la eliminación de las cabras, lo que fue efectivamente completado en 2005. Algunos cientos de plantas permanecen en su hábitat original en la isla hoy en día.  Sin embargo, la especie es rara y precaria, la UICN la considera en peligro de extinción. 

## Taxonomía
Brahea edulis fue descrita por H.Wendl. y publicado en Proceedings of the American Academy of Arts and Sciences 11: 120, 146. 1876.
Etimología
Brahea: nombre genérico otorgado en honor del astrónomo danés, Tycho Brahe (1546–1601).
edulis: epíteto latino que significa "comestible".
Sinonimia
- Erythea edulis (H.Wendl. ex S.Watson) S.Watson[7][8]